# Grande Prémio Félix Trombe
O Grande Prémio Félix Trombe (em francês:  Grand prix Félix Trombe) é um galardão atribuído anualmente pela Société chimique de France desde 2004 e destina-se a premiar os trabalhos no domínio da química com aplicação industrial ou pela carreira relevante.
Este prémio foi criado em homenagem a Félix Trombe.

## Laureados[1]
- 2004 - Roger Tarroux
- 2007 - Jean-Pierre Collinet
- 2015 - Blanchard Nitoumbi
- 2016 - Jacques Kheliff